# Ana Maria Popescu
Ana Maria Florentina Popescu (nome de batismo: Brânză; Bucareste, 26 de novembro de 1984) é uma ex-esgrimista romena que conquistou a medalha de ouro por equipes nas Olimpíadas de 2016, além de ter alcançado dois títulos mundiais e seis títulos europeus na categoria por equipes, juntamente com um título europeu individual. Ao todo, ela acumula três medalhas olímpicas, sete mundiais e 13 europeias.
Popescu começou a praticar esgrima em 1994, aos dez anos de idade, depois de ser apresentada ao esporte durante uma visita ao clube local com seu irmão. Três anos depois, mudou-se para outra cidade para treinar no Centro Olímpico Juvenil de espada. Posteriormente, ingressou no CSA Steaua, onde recebeu o título de sargento, sendo mais tarde promovida a tenente e a major.
Em reconhecimento às suas conquistas esportivas, Popescu foi condecorada com a Ordem do Mérito Desportivo e recebeu o título de cidadã honorária de Craiova e Bușteni. Além disso, foi agraciada com o prêmio Aspen, sendo reconhecida por sua liderança em Esportes e Sociedade.

## Vida pessoal
Ana Maria Popescu nasceu em 1984 no bairro Rahova, em Bucareste, como a segunda de dois filhos. Desde a infância, demonstrou uma grande energia e foi incentivada pelos pais a se dedicar aos esportes. Inicialmente, tentou praticar tênis, dado que as quadras estavam próximas de sua casa, mas abandonou a modalidade após um ano devido à sua condição de única jogadora canhota e à falta de competições. Aos dez anos, seu irmão mais velho, Marius, que jogava futebol em uma equipe escolar do CSA Steaua București, a levou ao salão de esgrima do clube em Ghencea, distrito de Bucareste. Embora não fosse inicialmente atraída pelo esporte, ela se encantou pela esgrima assim que entrou no salão.
Após apenas seis meses de treinamento, Popescu tornou-se campeã da Romênia em sua faixa etária. Sua habilidade foi notada pelo treinador nacional Dan Podeanu, que a selecionou para o treinamento centralizado após uma avaliação. Aos 13 anos, no início da oitava série, Brânză se mudou para Craiova para treinar no Centro Olímpico Juvenil de espada com outros atletas, muitos dos quais eram mais velhos. Ela continuou seus estudos na Escola Secundária de Esportes Petrache-Trișcu, que mais tarde nomeou uma de suas ruas em sua homenagem. A escola oferece um currículo específico para jovens atletas, com a maior parte do tempo dedicado ao esporte, embora as instalações estivessem em estado precário na Romênia pós-Ceaușescu.
Após completar o bacharelado, Popescu recebeu uma bolsa atlética de uma universidade americana, mas decidiu permanecer na Romênia. Inicialmente pretendia estudar psicologia, mas optou pela Faculdade de Esportes e Educação Física da Universidade de Craiova, onde obteve um mestrado em 2007. No mesmo ano, foi agraciada com o título de mestre em esportes (Maestru Emerit al Sportului). Em 2001, ingressou no CSA Steaua, um dos principais clubes esportivos da Romênia administrado pelo Ministério da Defesa Nacional, recebendo a graduação de sargento. Apesar de ser oriunda de uma família militar, sem obrigações militares, ela é destacada em tempo integral para seu esporte e frequentemente aparece uniformizada na mídia. Após seus estudos, foi promovida a tenente e, a partir de 2015, detém o posto de major.
Popescu apoia a AITA, uma associação dedicada a crianças autistas em Bucareste, e organizou a campanha Aleargă de ziua ta! ("corra no seu aniversário") de setembro de 2013 a novembro de 2014, incentivando a celebração de aniversários com atividades físicas e arrecadação de fundos para causas beneficentes. Em agosto de 2015, casou-se com Pavel Popescu, jogador de polo aquático pelo CSA Steaua, e anunciou sua intenção de alterar seu nome para competições.

## Carreira

### 2001–2004
Popescu conquistou seu primeiro título nacional sênior aos quinze anos e iniciou sua participação em competições internacionais como integrante do CSM–LPS Craiova. No Campeonato Mundial de Cadetes de 1999, realizado em Keszthely, obteve a 28.ª colocação. No entanto, a experiência de competir com esgrimistas de países com melhores condições de treinamento a motivou a intensificar sua preparação. Ela recorda: "Vi crianças da França com uniformes impecavelmente brancos, enquanto eu vestia um traje amarelado e calçava tênis rasgados na ponta. Mesmo assim, me esforcei para superá-los."
Em 2001, Popescu passou a integrar a seção de esgrima do CSA Steaua, sob a orientação do treinador Cornel Milan. No mesmo ano, conquistou a medalha de ouro no Campeonato Mundial de Cadetes e a prata por equipes no Campeonato Mundial Júnior, ambos realizados em Gdansk. Essas conquistas resultaram em comparações da mídia romena com a campeã olímpica de florete Laura Badea-Cârlescu, uma analogia que Popescu rejeitou, afirmando que seu objetivo era superá-la.
Em 2002, Popescu sagrou-se campeã no Campeonato Mundial Júnior em Antália, após derrotar a chinesa Tan Li, sendo elogiada por sua maestria tática. No Campeonato Europeu, realizado em Moscou, chegou às quartas de final, onde foi eliminada por Liubov Shutova. Já no Campeonato Mundial, em Lisboa, conquistou a medalha de bronze, após ser derrotada por Imke Duplitzer nas semifinais. Posteriormente, ela consideraria essa medalha como a mais significativa de sua carreira, destacando as dificuldades enfrentadas ao competir sem a presença de seu treinador, contando apenas com o apoio de suas colegas de sabre.

### 2004–2008
Na temporada 2004–05, Popescu alcançou seu primeiro pódio na Copa do Mundo de Esgrima, conquistando a medalha de prata no Grand Prix de Budapeste. Esse resultado, somado ao quarto lugar obtido no Campeonato Mundial de 2005, em Lípsia, onde foi derrotada por Maarika Võsu, garantiu sua entrada no grupo das dez melhores esgrimistas do mundo pela primeira vez. Na temporada seguinte, ela venceu seu primeiro título de Copa do Mundo, novamente em Budapeste, e classificou-se entre as oito melhores em quatro competições. No Campeonato Europeu, realizado em Esmirna, foi eliminada na segunda rodada por sua compatriota Iuliana Măceșeanu. Entretanto, na prova por equipes, a Romênia superou a Rússia e, na final contra a Hungria, Popescu derrotou Tímea Nagy, garantindo a vitória romena por 33–32. Esse triunfo sobre uma campeã olímpica a fez acreditar que poderia se tornar campeã por mérito próprio.
Na temporada 2007–08, Popescu manteve um desempenho consistente, conquistando o ouro na Copa do Mundo de São Petersburgo, a prata em Budapeste e Havana, além do bronze em Luxemburgo e Barcelona. Com esses resultados, subiu para a segunda posição no ranking mundial, garantindo sua vaga no torneio individual de espada dos Jogos Olímpicos de Verão de 2008, já que a categoria por equipes não foi incluída nesta edição. No Campeonato Europeu de 2008, em Quieve, Popescu alcançou as semifinais, onde derrotou Anna Sivkova, mas foi superada por Adrienn Hormay na final, por 15–10, ficando com a medalha de prata. No evento por equipes, a Romênia conquistou seu segundo título continental ao vencer a Alemanha na final.
Em agosto de 2008, Popescu representou a Romênia como única esgrimista de espada nos Jogos Olímpicos de Pequim. Após receber um bye na primeira rodada, venceu Megumi Harada e Liubov Shutova, avançando para as semifinais, onde derrotou Ildikó Mincza-Nébald em uma partida acirrada. Na final, enfrentou Britta Heidemann, que conseguiu abrir vantagem no início e, apesar da reação de Popescu, venceu por 15–11. Popescu atribuiu a derrota à superior condição física da adversária. Por sua medalha de prata, foi condecorada com a Ordem do Mérito Desportivo da Romênia e encerrou as temporadas 2007–2008 e 2008–2009 como a primeira colocada no ranking geral da Copa do Mundo de espada feminino. Além disso, foi nomeada para a comissão de atletas da Federação Internacional de Esgrima (FIE) para o período de 2009 a 2013.

### 2008–2012

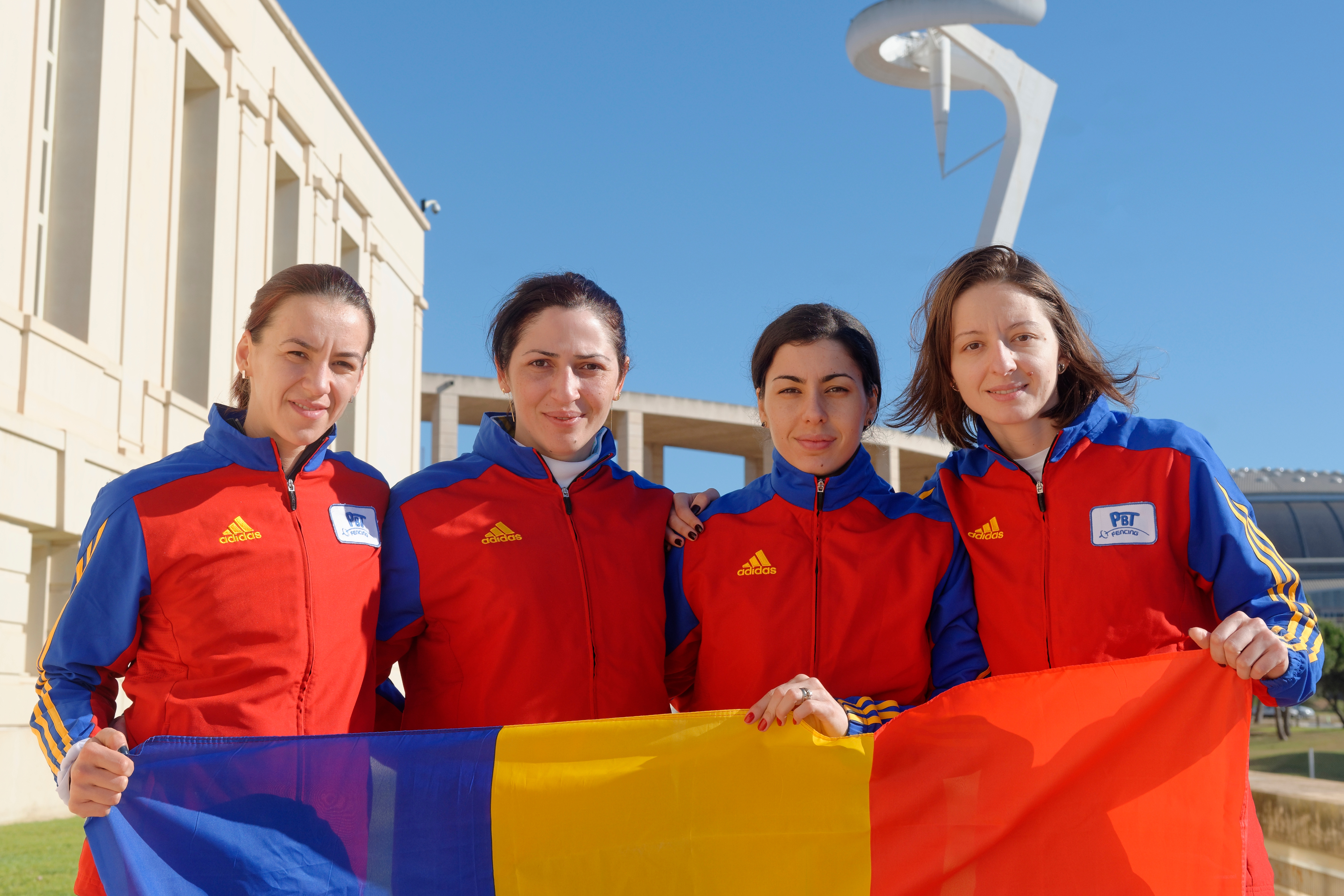
As bicampeãs mundiais "Power Praf": da esquerda para a direita, Simona Gherman, Anca Măroiu, Loredana Dinu e Popescu.

Após os Jogos Olímpicos, Popescu começou a sentir dores nos tendões da mão que utilizava para esgrimir. Contudo, o ritmo intenso das competições impediu que ela recebesse o tratamento adequado. No Campeonato Europeu de 2009, realizado em Plovdiv, foi eliminada na segunda rodada por sua colega de equipe Anca Măroiu. Apesar disso, a Romênia conquistou seu terceiro título europeu por equipes, vencendo sucessivamente a Rússia, a Alemanha e a Polônia. A equipe romena adotou o apelido "Power Praf", uma brincadeira inspirada no desenho animado The Powerpuff Girls.
Para preservar sua mão lesionada, Popescu foi dispensada de participar dos campeonatos nacionais. Chegou ao Campeonato Mundial de Antália como a número um do ranking, mas já alertava que estava competindo a apenas 50% ou 60% de sua capacidade física. Após esses resultados insatisfatórios, decidiu dedicar-se ao tratamento de sua condição. Exames médicos realizados tanto na Romênia quanto na França indicaram que a cirurgia era uma opção viável, embora houvesse o risco de encerrar sua carreira. Em vez disso, Popescu optou por um programa intensivo de recuperação e fez uma pausa em sua carreira.
Ao retornar, obteve sucesso imediato, conquistando medalhas de ouro nas suas primeiras competições da Copa do Mundo de 2010, realizadas em Florina e Nanjing, além de vencer a medalha de ouro no Campeonato Mundial de Paris. Em 2011, Popescu retornou às competições de alto nível. No Campeonato Mundial de Catânia, alcançou as semifinais, onde foi derrotada pela chinesa Sun Yujie. No entanto, dias depois, conquistou a vitória sobre Yujie na final da competição por equipes. No Campeonato Europeu de Sheffield, sagrou-se campeã na prova por equipes.
Em maio de 2012, a equipe romena recebeu novos uniformes fornecidos por seu patrocinador de equipamentos, PBT, incluindo máscaras nas cores vermelha, amarela e azul, permitindo formar o tricolor da bandeira da Romênia durante as competições por equipes. Como ninguém demonstrou interesse, Popescu escolheu a máscara amarela, que desde então se tornou sua marca registrada. Ela foi considerada para carregar a bandeira da Romênia nos Jogos Olímpicos de Londres, mas recusou a honra devido a seu problema na mão esquerda.
Líder do ranking mundial em abril de 2012, Popescu buscava a medalha de ouro nos Jogos Olímpicos de Londres. No entanto, foi eliminada nas oitavas de final pela ucraniana Yana Shemyakina, que viria a conquistar a medalha de ouro, com um placar de 14–13. A equipe romena, liderada por Brânză e considerada a principal favorita, foi surpreendentemente derrotada por 45–38 pela equipe da Coreia do Sul, então classificada em 10.º lugar, nas quartas de final, ficando fora do pódio. Popescu declarou: "Este é o momento mais doloroso da minha vida." Após os Jogos, três membros da equipe romena se aposentaram, mas Popescu optou por continuar sua carreira, anunciando que seu novo objetivo eram os Jogos Olímpicos de 2016, no Rio de Janeiro.

### 2012–2016

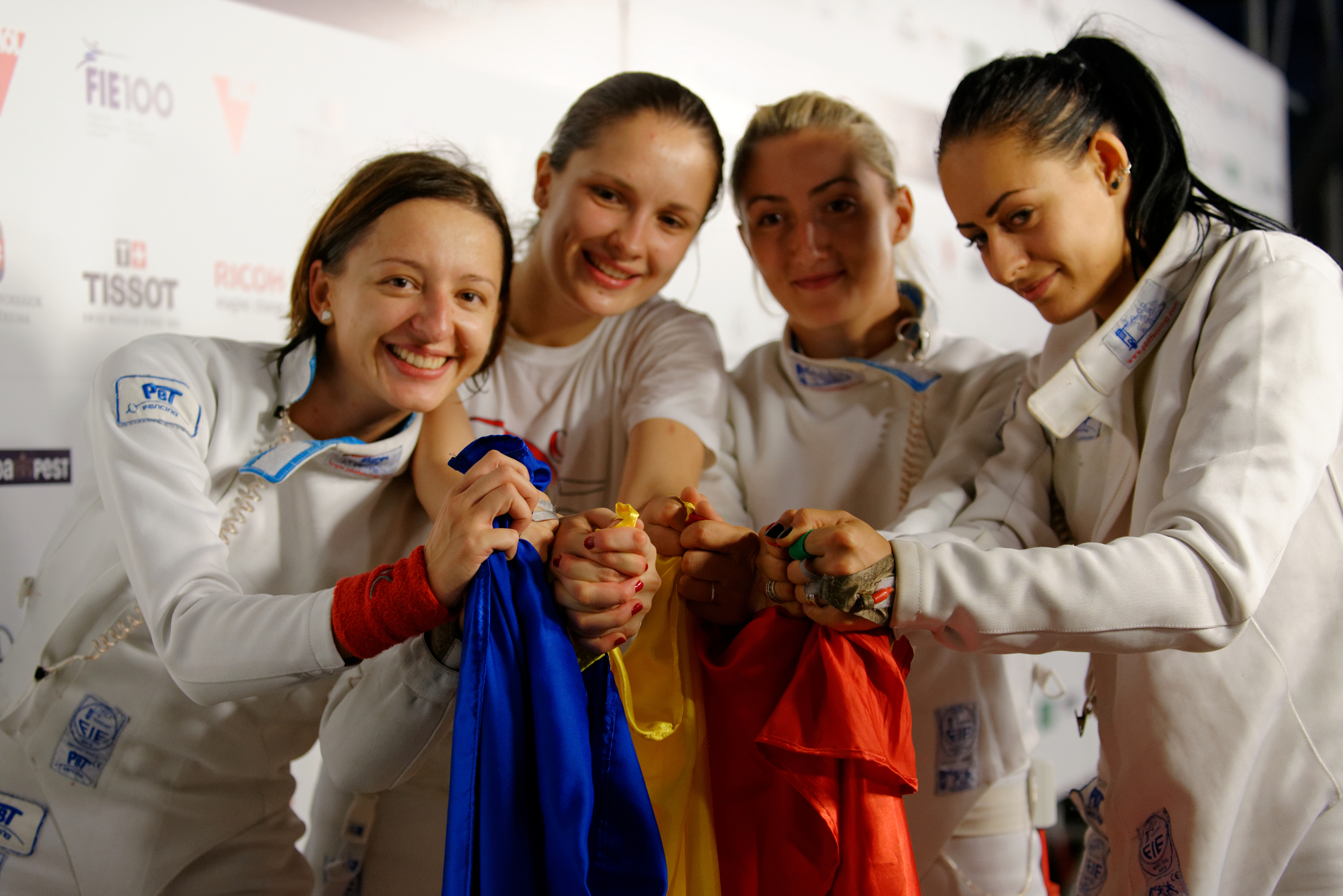
Popescu (à esquerda) e suas companheiras celebram a conquista da medalha de bronze pela Romênia no Campeonato Mundial de Esgrima de 2013.

Após os Jogos de Londres, na temporada 2012–13, Popescu destacou-se ao conquistar o pódio em seis das oito competições da Copa do Mundo, incluindo medalhas de ouro no Desafio International de Saint-Maur e no Grand Prix de Havana. Ela também liderou o CSA Steaua à medalha de prata na Taça dos Clubes Campeões Europeus em Nápoles e, em maio, obteve seu oitavo título nacional, vencendo também o torneio por equipes.
Como número um no ranking mundial da FIE, Popescu era a favorita no Campeonato Europeu de 2013. Ela teve uma vitória apertada por 15–14 contra a israelense Alona Komarov na primeira partida, e venceu com mais facilidade nas etapas seguintes, conquistando a medalha de ouro após derrotar a italiana Francesca Quondamcarlo por 15–11 na final. No torneio por equipes, liderou uma equipe romena renovada, apelidada de "Poky Power", conquistando o toque decisivo na vitória por 44–43 nas quartas de final contra a Suécia. A Romênia, no entanto, foi derrotada pela Estônia na final, ficando com a medalha de prata.
Durante o Campeonato Mundial de 2013 em Budapeste, Popescu avançou para a fase de oito, mas foi derrotada em uma equilibrada partida por 14–15 pela estoniana Julia Beljajeva, que acabou vencendo a competição. No torneio por equipes, a Romênia derrotou Dinamarca, Venezuela e Coreia do Sul antes de enfrentar a Rússia nas semifinais, onde foi derrotada por 44–33. No confronto pelo terceiro lugar, ela garantiu a medalha de bronze ao vencer Joséphine Jacques-André-Coquin por 8–3. Popescu também foi eleita para a comissão de atletas e terminou o ano como número 1 pela terceira vez.

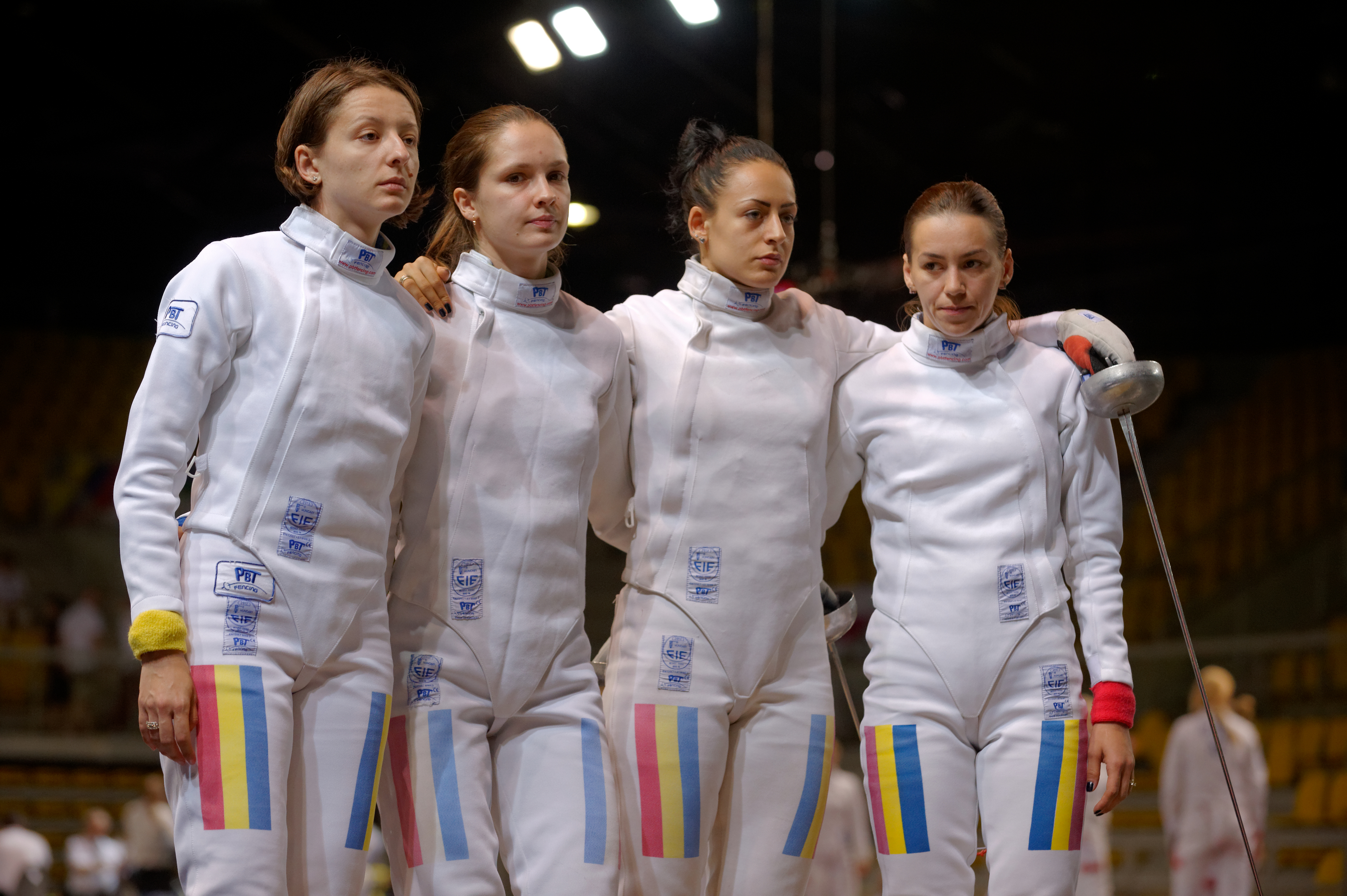
Popescu (à esquerda) e suas companheiras durante as semifinais do Campeonato Europeu de Esgrima de 2014.

Na temporada 2013–14, Popescu participou dos Jogos Mundiais de Combate em São Petersburgo, mas não conseguiu medalhas após derrotas para Emese Szász e Xu Anqi. Ela terminou em quinto lugar no primeiro evento da Copa do Mundo da temporada em Doha, após uma derrota para Julianna Révész nas quartas de final. No entanto, conquistou a medalha de ouro no torneio por equipes, marcando o toque decisivo na prorrogação. Ela venceu o Grand Prix de Budapeste e conquistou uma medalha de bronze em Saint-Maur, mas foi eliminada em Barcelona.
No Campeonato Europeu de 2014 em Estrasburgo, Popescu não conseguiu defender seu título individual, sendo derrotada por Simona Gherman. No entanto, por equipes, a Romênia venceu a Ucrânia, Itália e Rússia, conquistando o ouro e permitindo a Popescu ganhar seu quinto título europeu. No Campeonato Mundial de Cazã, foi eliminada na fase de oitavas por Irina Embrich da Estônia e caiu para o quinto lugar no ranking mundial. No torneio por equipes, a Romênia perdeu para a Itália nas quartas de final e depois conquistou o quinto lugar.
Na temporada 2014–15, Popescu começou com uma medalha de prata na Copa do Mundo de Legnano e conquistou o segundo lugar em Xuzhou. No Grand Prix de Doha, foi derrotada por Gherman nas quartas de final. Na Copa do Mundo de Barcelona, perdeu para Renata Knapik-Miazga e caiu para o oitavo lugar no ranking mundial. No torneio por equipes, lesionou-se e não participou da pequena final, onde a Romênia conquistou o bronze. Ela se recuperou para a Copa do Mundo de Buenos Aires, mas perdeu para Shin A-lam e obteve a prata no torneio por equipes.
No Campeonato Europeu de 2015 em Montreux, Popescu substituiu sua máscara amarela por uma tricolor e conquistou seu sexto título europeu por equipes. Ela também venceu a final dos Jogos Europeus de 2015 em Bacu, conquistando a primeira medalha de ouro da Romênia no evento. No Campeonato Mundial de Moscou, foi eliminada na segunda rodada por Katrina Lehis e a Romênia perdeu para a China na final por equipes, conquistando a medalha de prata.

### 2016–2021
No início de 2016, Popescu conquistou uma medalha de bronze no primeiro evento da Copa do Mundo, realizado em Barcelona, onde foi derrotada na semifinal por Mara Navarria. Em junho, participou do Campeonato Europeu em Toruń, onde obteve uma medalha de prata na competição individual e uma medalha de bronze no evento por equipes. Dois meses depois, em agosto, ela participou dos Jogos Olímpicos do Rio de Janeiro. No torneio individual, iniciou sua participação com uma vitória sobre a francesa Auriane Mallo, mas foi eliminada posteriormente pela sul-coreana Choi In-jeong. No evento por equipes, a Romênia conquistou a medalha de ouro ao derrotar os Estados Unidos, a Rússia e a China.
Com o término deste ciclo olímpico, Popescu obteve resultados mais modestos nas principais competições, com a exceção de uma medalha de prata no Campeonato Mundial de 2018, realizado em Wuxi. No entanto, suas conquistas em 2019, incluindo títulos no Grand Prix de Budapeste e no evento da Copa do Mundo de Tallinn, além do segundo lugar em Havana em 2020 e o terceiro lugar em Cáli em 2019, contribuíram para sua qualificação para os Jogos Olímpicos de Tóquio. Em 2020, ela conquistou o primeiro lugar geral no ranking da Copa do Mundo, assegurando assim seu quarto título.
Em julho de 2021, Popescu teve um desempenho destacado no torneio individual dos Jogos Olímpicos, chegando à final, onde foi derrotada pela chinesa Sun Yiwen por 11 a 10. Após conquistar a medalha de prata, Popescu anunciou sua aposentadoria da esgrima em dezembro de 2021. Ela se pronunciou sobre a decisão, afirmando: "Espero que vocês permaneçam ao meu lado, pois um capítulo da minha vida se encerrou, mas com certeza outras surpresas estão por vir."

## Palmarès
Jogos Olímpicos
| Ano  | Local          | Evento             | Posição | Ref.   |
| ---- | -------------- | ------------------ | ------- | ------ |
| 2016 | Rio de Janeiro | Espada por equipes | 1.ª     | [ 73 ] |
| 2008 | Pequim         | Espada individual  | 2.ª     | [ 73 ] |
| 2020 | Tóquio         | Espada individual  | 2.ª     | [ 73 ] |

Campeonato Mundial
| Ano  | Local     | Evento             | Posição | Ref.   |
| ---- | --------- | ------------------ | ------- | ------ |
| 2010 | Paris     | Espada por equipes | 1.ª     | [ 73 ] |
| 2011 | Catânia   | Espada por equipes | 1.ª     | [ 73 ] |
| 2015 | Moscou    | Espada por equipes | 2.ª     | [ 73 ] |
| 2018 | Wuxi      | Espada individual  | 2.ª     | [ 73 ] |
| 2002 | Lisboa    | Espada individual  | 3.ª     | [ 73 ] |
| 2011 | Catânia   | Espada individual  | 3.ª     | [ 73 ] |
| 2013 | Budapeste | Espada por equipes | 3.ª     | [ 73 ] |

Campeonato Europeu
| Ano  | Local       | Evento             | Posição | Ref.   |
| ---- | ----------- | ------------------ | ------- | ------ |
| 2006 | Esmirna     | Espada por equipes | 1.ª     | [ 73 ] |
| 2008 | Quieve      | Espada por equipes | 1.ª     | [ 73 ] |
| 2009 | Plovdiv     | Espada por equipes | 1.ª     | [ 73 ] |
| 2011 | Sheffield   | Espada por equipes | 1.ª     | [ 73 ] |
| 2013 | Zagrebe     | Espada individual  | 1.ª     | [ 73 ] |
| 2014 | Estrasburgo | Espada por equipes | 1.ª     | [ 73 ] |
| 2015 | Montreux    | Espada por equipes | 1.ª     | [ 73 ] |
| 2008 | Quieve      | Espada individual  | 2.ª     | [ 73 ] |
| 2012 | Legnano     | Espada por equipes | 2.ª     | [ 73 ] |
| 2013 | Zagrebe     | Espada por equipes | 2.ª     | [ 73 ] |
| 2016 | Toruń       | Espada individual  | 2.ª     | [ 73 ] |
| 2011 | Sheffield   | Espada individual  | 3.ª     | [ 73 ] |
| 2016 | Toruń       | Espada por equipes | 3.ª     | [ 73 ] |

## Condecorações
- Ordem do Mérito Desportivo[23]
- Cidadã honorária de Craiova[74] e Bușteni[75]
- Prêmio Aspen "Liderança em Esportes e Sociedade", 2013[76]